# 寻乌调查旧址
寻乌调查旧址位于中国江西省赣州市寻乌县长宁镇中山路136号，原为马蹄岗天主堂，1987年被列为江西省文物保护单位。2013年被列为第七批全国重点文物保护单位。
马蹄岗天主堂始建于1917年，原为美国牧师雪莱·鲍斯费尔德住房，坐北朝南，土木结构两层楼房，墙体为鹅卵石三合土砌成，四面坡小青瓦顶，南面建有3米宽的木质骑楼，整栋楼房东西长25.1米，南北宽13.9米，建筑面积349平方米。1930年5月，毛泽东、朱德率领红四军从会昌来到寻乌县，红四军前委机关及毛泽东住此处。毛泽东在寻乌县委书记古柏的协助下，进行了著名的寻乌调查。与此同时，毛泽东在寻乌写了《调查工作》（1961年，经毛泽东亲自修改，将题目改为《反对本本主义》），首次提出了党的实事求是思想路线的基本思想。1931年7月，张云逸率红七军主力抵寻乌时也在此居住。